# Блинов, Николай Николаевич (медицинский физик)
Николай Николаевич Блинов (21 февраля 1937, Мурманск — 21 апреля 2015, Москва) — профессор, доктор технических наук, заведующий лабораторией радиационной рентгенологической техники ФГБУ «Всероссийский научно-исследовательский и испытательный институт медицинской техники» (ВНИИИМТ), вице-президент Ассоциации медицинских физиков РФ, заслуженный изобретатель РСФСР (1982), лауреат Премии Совета Министров СССР (1989), член Союза писателей СССР.

## Биография
Николай Николаевич Блинов родился 21 февраля 1937 г. в Мурманске, там же окончил школу с золотой медалью. В 1960 г. получил диплом Ленинградского политехнического института им. М. И. Калинина, после чего был распределен во ВНИИ радиационной техники, где начал заниматься рентгенотехникой. Впоследствии работал в НИИ интроскопии, в Московском НИИ рентгено-радиологии, Научно-практическом центре медицинской радиологии (НПЦМР), далее многие годы — в ФГБУ «ВНИИИМТ» заведующим лабораторией Испытаний аппаратов для лучевой диагностики и терапии.

## Деятельность
Более 50-ти лет Н. Н. Блинов занимался разработкой и испытаниями рентгеновской диагностической аппаратуры, являлся создателем теории построения трехфазных рентгенодиагностических аппаратов, маммографов «Электроника-М», аппаратов типа РУМ-16, РУМ-20, РУМ-26, первых цифровых российских флюорографов АПЦФ. Николай Николаевич Блинов — автор 25 монографий по вопросам рентгенодиагностической техники, 150 изобретений, более 400 научных работ.
Он в течение 25 лет был членом специализированного диссертационного совета при ВНИИИМТ, руководителем 18 защищенных диссертаций на соискание степени кандидата технических наук, членом редколлегий 3 научных журналов. Печатался на страницах литературного альманаха «Мурманский берег» и культурологического альманаха «Мурманский берег АСТЭС», в научных журналах, в том числе «Медицинская техника», «Радиология — практика». Активно занимался проблемой согласования международных стандартов, долгое время являясь председателем технического комитета ТК-411 Госстандарта. Н. Н. Блинов стоял у истоков основания компании НПАО «АМИКО».
Николай Блинов — автор 12 книг художественной прозы с собственными иллюстрациями. Занимался живописью.

## Семья
Отец — Николай Николаевич Блинов (1908, Смоленск — 1984, Мурманск) — судовой механик, преподаватель Мурманского мореходного училища, писатель-маринист.
Мать — Александра Серапионовна Хрусталева (1912—2004), первая в СССР женщина — судовой механик, позднее преподаватель Мурманского мореходного училища. В 1984 году вышла её первая книга «Здесь мой причал».
Брат — Борис Николаевич Блинов (1940) — моряк, писатель.
Жена — Ольга Петровна Блинова (Нагаенко) (1937—2017) — инженер, домохозяйка.
Сын — Блинов Николай Николаевич (1964) — доктор технических наук, директор НПАО «АМИКО».